# Ukrainische Botschaft in London

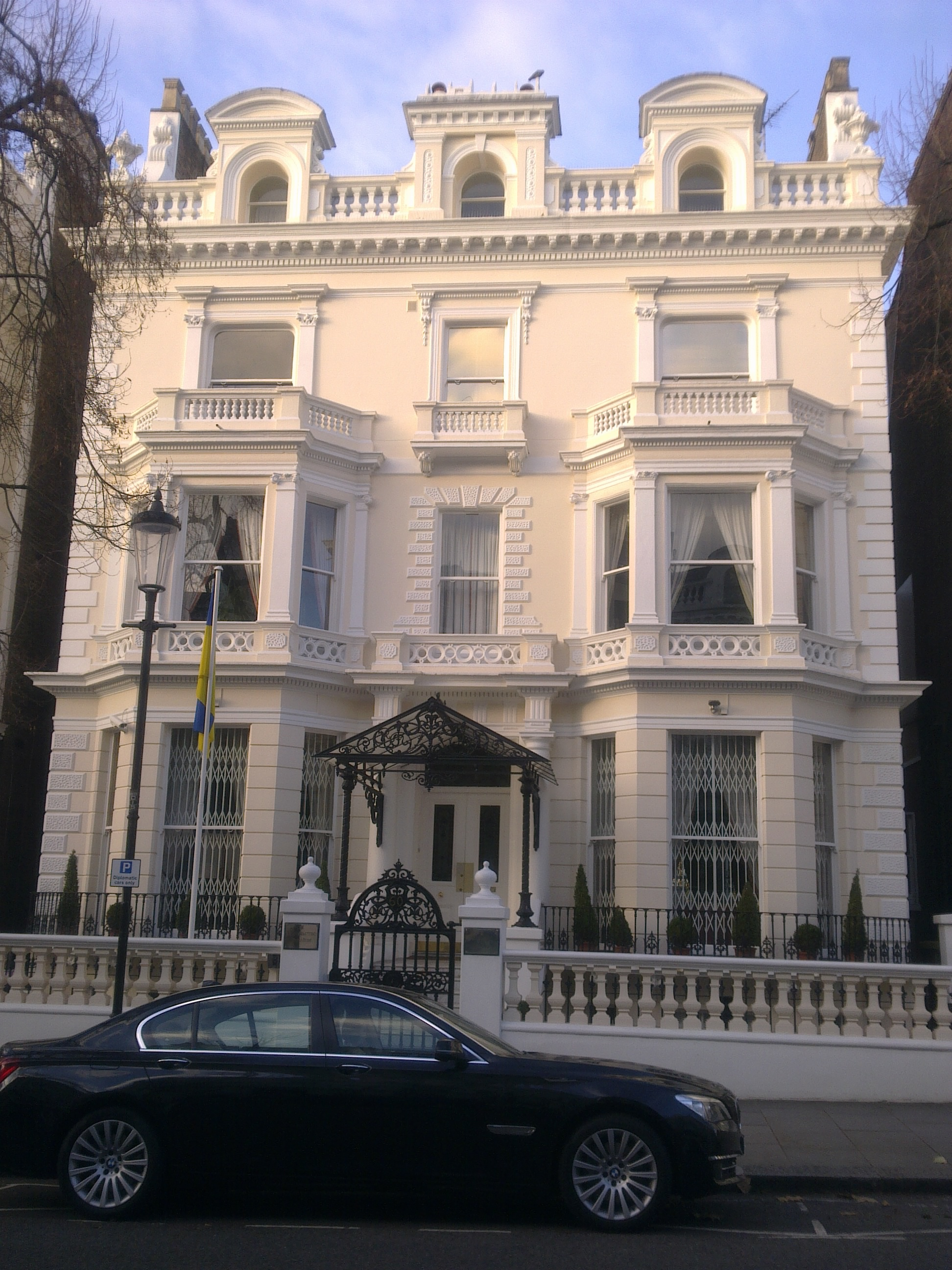
Ukrainische Botschaft in London (2013)

Die Ukrainische Botschaft in London ist die diplomatische Vertretung der Ukraine im Vereinigten Königreich. Das Botschaftsgebäude befindet sich im Londoner Stadtteil Holland Park. Der ukrainische Botschafter im Vereinigten Königreich ist seit Mai 2024 Walerij Saluschnyj.

## Geschichte

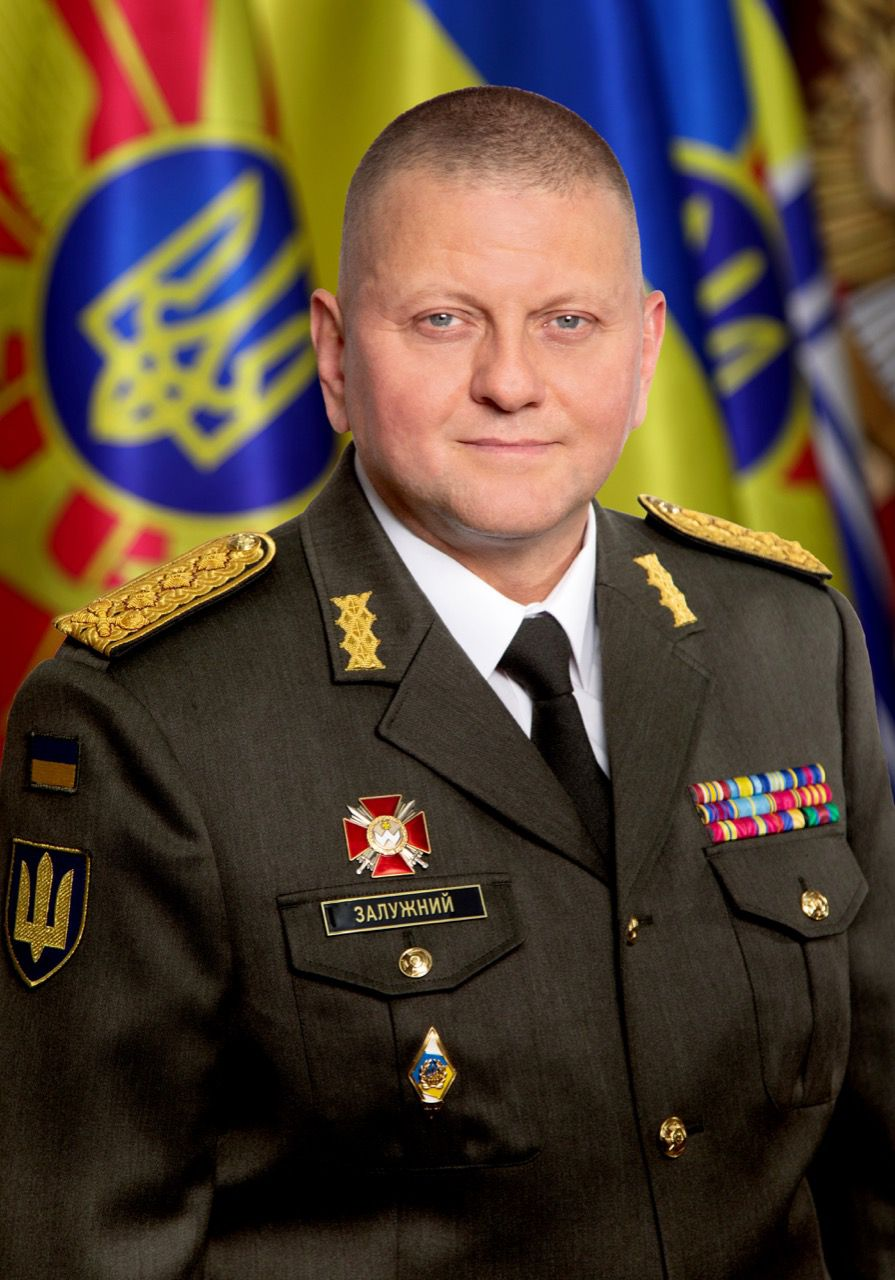
Walerij Saluschnyj, Botschafter seit 2024

Mit dem Zerfall des Zarenreichs entstand 1918 erstmals ein ukrainischer Nationalstaat. Das Vereinigte Königreich erkannte den Ukrainischen Staat nicht an. Dieser unterhielt jedoch von 1919 bis 1924 eine diplomatische Mission im Vereinigten Königreich. Im Russischen Bürgerkrieg eroberte die Rote Armee den größten Teil der Ukraine und diese wurde als Ukrainische Sozialistische Sowjetrepublik in die Sowjetunion eingegliedert. Der letzte diplomatische Vertreter war 1924 Roman Smal-Stozkyj.
Leiter der diplomatischen Mission:
- Mykola Stachowskyj (1919)
- Arnold Margolin (1919–1921)
- Jaroslaw Olesnyzkyj (1921–1923)
- Roman Smal-Stozkyj (1923–1924)

Nach dem Zerfall der Sowjetunion erklärte sich die Ukraine im August 1991 für unabhängig. Das Vereinigte Königreich erkannte die Unabhängigkeit der Ukraine am 23. Dezember 1991 an. Die diplomatischen Beziehungen wurden am 10. Januar 1992 aufgenommen. Die Botschaft in London wurde im September desselbe Jahres eröffnet. Zwischen den Parlamenten der Ukraine und dem Vereinigten Königreich gibt es Freundschaftsgruppen und seit 1993 einen Austausch von Besuchen parlamentarischer Delegationen.
Nach dem EU-Austritt des Vereinigten Königreichs (Brexit) haben die Ukraine und das Vereinigte Königreich 2020 ein beiderseitiges Vertragswerk ausgehandelt. Am 20. Oktober wurde unter anderem ein Freihandelsabkommen und eine strategische Partnerschaft in London unterzeichnet. Eine Rolle spielen auch britische Sanktionen gegenüber Russland wegen der völkerrechtswidrigen Annexion der Krim durch Russland. Neben einem Militärattaché gehört ein Marineattaché zum Personal der Botschaft. Im militärischen Bereich besteht die Operation ORBITAL, bei der britische Militärangehörige ihre ukrainischen Kollegen trainieren. Das Programm ist von 2015 bis 2023 angelegt. In 192 Maßnahmen wurden 18.000 Ukrainer ausgebildet (Stand 2020).
Nach inoffiziellen Schätzungen haben etwa 30.000 ethnische Ukrainer ihren Wohnsitz in Großbritannien. Es sind hauptsächlich Vertreter der ersten und zweiten Generation der Einwanderung nach dem Zweiten Weltkrieg. Die größten ukrainischen Gemeinschaften gibt es in London, Manchester, Bradford und Nottingham. Hinzu kommen Saisonarbeiter, die ebenfalls nicht statistisch erfasst werden.

## Konsulareinrichtungen der Ukraine im Vereinigten Königreich
- Konsularabteilung der Botschaft der Ukraine in London: 78 Kensington Park Road, Notting Hill
- Generalkonsulat in Edinburgh, Schottland

## Ständige Vertretung der Ukraine bei der International Maritime Organization
Die Ukraine ist seit 1994 Mitglied der International Maritime Organization (IMO, Internationale Seeschifffahrts-Organisation) in London. Der Botschafter des Landes ist in der Regel auch als Ständiger Vertreter bei der IMO akkreditiert.

## Botschaftsgebäude in London
Sitz der Botschaft ist ein Stadthaus in 60 Holland Park im gleichnamigen Stadtteil im Royal Borough of Kensington and Chelsea der britischen Hauptstadt.

## Botschafter und Geschäftsträger der Ukraine im Vereinigten Königreich
- Serhij Komissarenko (1992–1997)
- Wolodymyr Wassylenko (1997–2002)
- Ihor Mitjukow (2002–2005)
- Ihor Chartschenko (2005–2010)
- Wolodymyr Chandohij (2010–2014)
- Andrij Kusmenko (Geschäftsträger, 2014)
- Ihor Kysym (Geschäftsträger, 2014–2015)
- Natalija Halibarenko (2016–2020)
- Wadym Prystajko (2020–2023)
- Walerij Saluschnyj (seit 2024)